# De dikke danseres
De dikke danseres is een kinderboek uit 1993, geschreven door Anton van der Kolk. Het boek werd geïllustreerd door Camila Fialkowski.
Het is het tweede deel in een serie van drie boeken over het meisje Marita dat met haar moeder van een klein eiland in Costa Rica naar Nederland verhuist. Het boek werd samen met de twee andere delen Een pelikaan op straat en Een beetje indiaan gebundeld in de omnibus De grote reis van Marita. 

## Verhaal
In dit deel gaat Marita in Nederland naar school, ze krijgt nieuwe vriendinnen. Haar moeder is zwanger en Marita wil graag danseres worden. Ze besluit dat ze zelf nooit moeder wordt, want een danseres met een dikke buik kan echt niet.

## Recensie
Joke Linders in Algemeen Dagblad: Een gezellig en uiterst leesbaar boek.